# Chimenea solar

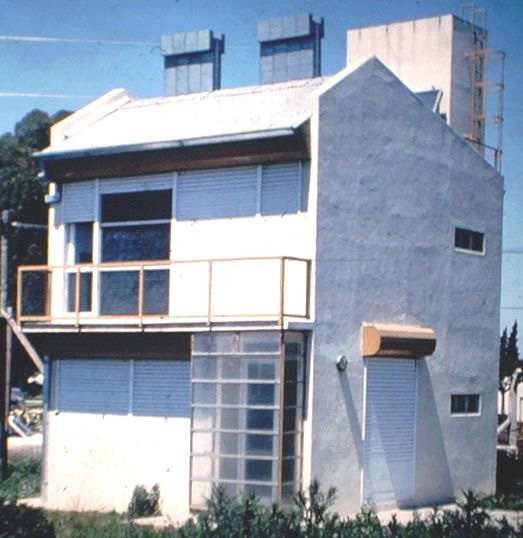
La casa solar de La Plata integra estrategias de diseño para minimizar el uso de energía en climatización. Tales como: muros de agua, agua caliente solar, aislamiento térmico, ventilación cruzada, ventilación selectiva, protección solar, techo ventilado, chimenea solar, secado solar de ropa, refrescamiento solar. Proyecto: Elías Rosenfeld, Del Cueto y Brusasco (1980)

Una chimenea solar - designada a menudo una chimenea termal - es una manera de mejorar la ventilación natural de edificios usando la convección del aire calentado por energía solar pasiva. 
Una descripción simple de una chimenea solar es la de un eje vertical que utiliza energía solar para realzar la ventilación natural del apilado de pisos en un edificio. 

## Descripción

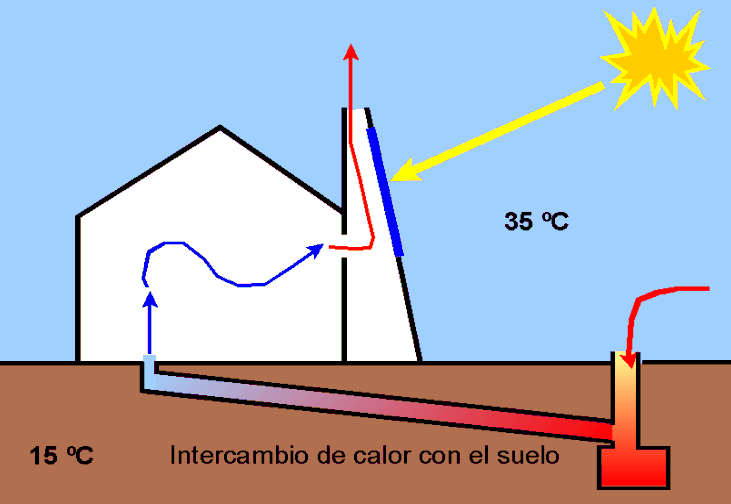
Esta chimenea solar permite la circulación del aire a través de un intercambiador de calor geotérmico para proveer refrescamiento pasivo a una casa.

En su forma más simple, una chimenea solar consiste en una chimenea pintada de negro. Durante el día la energía solar calienta la chimenea y el aire dentro de ella, creando una corriente de aire ascendente en la chimenea. 
La succión creada en la base de la chimenea se puede utilizar para ventilar y para refrescar el edificio. 
En buena parte del mundo es más simple aprovechar los vientos predominantes del sitio, pero en días calmos y calientes este tipo de chimenea puede proporcionar la ventilación donde de otra manera no habría ninguna. 
Hay sin embargo un número de variaciones solares de la chimenea. Los elementos básicos del diseño de una chimenea solar son: 
- El área del colector solar: Esta superficie se puede situar en la parte superior de la chimenea o puede incluir el eje del tiro entero.
- La orientación, el tipo de pintura, el aislamiento y las características térmicas de este elemento son cruciales para captar, conservar y utilizar la energía solar.
- El eje principal de la ventilación: La localización, la altura, la sección representativa y las características térmicas de esta estructura son también muy importantes.
- Los orificios de entrada y salida: Las dimensiones, localización así como aspectos aerodinámicos de estos elementos son también significativos en el rendimiento.

Aprovechando el mismo principio de funcionamiento se han propuesto sistemas de generación solar eléctrica con un gran invernadero en la base para calentar el aire que luego sube a gran velocidad por una alta chimenea donde se ubican los aerogeneradores. También se la denomina usina ciclónica.

## Torre fría con corriente descendente pasiva

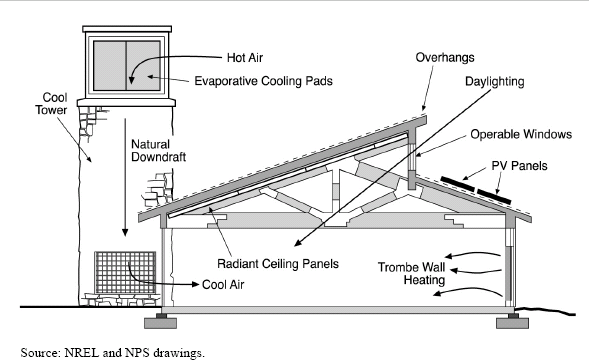
Torre fría del Centro de visitantes del Parque nacional Zion, provisto de aire acondicionado pasivo.

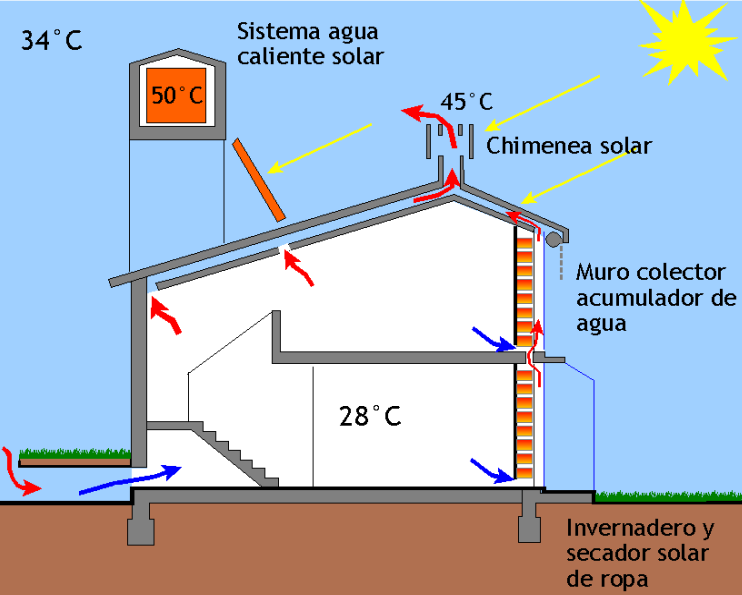
Esquema de funcionamiento del sistema de refrescamiento pasivo de la casa solar en La Plata, Argentina. Sistema chimenea solar + techo solar.

Una tecnología relacionada de cerca con la chimenea solar es la torre de enfriamiento evaporativa por corriente descendente. En áreas con un clima caliente y árido, este sistema puede contribuir a proporcionar aire acondicionado sustentable a los edificios. 
Nacional de Energías Renovables de los Estados Unidos (NREL ).